# Křešín (district de Pelhřimov)
Pour les articles homonymes, voir Křešín.
Křešín (en allemand : Kreschin) est une commune du district de Pelhřimov, dans la région de Vysočina, en République tchèque. Sa population s'élevait à 155 habitants en 2020.

## Géographie
Křešín se trouve à 12,5 km au sud-est de Červená Řečice, à 21 km au nord-ouest de Pelhřimov, à 44,5 km au nord-ouest de Jihlava à 72 km au sud-est de Prague.
La commune est limitée par Čechtice au nord, par Chýstovice à l'est, par Košetice, Buřenice et Vyklantice au sud et par Čáslavsko au sud-ouest et à l'ouest.

## Histoire
La première mention écrite de la localité date de 1318.

## Administration
La commune se compose de cinq quartiers :
- Křešín
- Blažnov
- Čeněnice
- Kramolín
- Mohelnice

## Transports
Par la route, Křešín se trouve à 16 km de Červená Řečice, à 26 km de Pelhřimov, à 44 km de Jihlava à 84 km de Prague.